# Deutsch-Chinesische Gesellschaft
Die Deutsch-Chinesische Gesellschaft e. V.  ist ein Verein zur Förderung der Beziehungen zu China in Deutschland. Sie ist Teil der Allianz Deutscher China-Gesellschaften e. V., die ihren Sitz in Düsseldorf hat und ein Zusammenschluss von 24 regionalen deutsch-chinesischen Gesellschaften ist. Präsident der Allianz ist der frühere Diplomat Peter Kreutzberger.

## Vereinszweck
Der eingetragene gemeinnützige Verein verfolgt den „Völkerverständigungsgedanken“. Sein Zweck ist die Förderung der Völkerverständigung zwischen Deutschland und China in allen gesellschaftlichen Bereichen, insbesondere im kulturellen und wissenschaftlichen Bereich durch Vorträge, Ausstellungen, Konzerte und andere Veranstaltungen. Es sollen persönliche Begegnungen zwischen Deutschland und China gefördert werden, um das gegenseitige Verständnis füreinander zu vertiefen.
Die Gesellschaft ist parteipolitisch neutral.

## Vorstand
Vorsitzende der Gesellschaft ist Wei Qian. Ihre Stellvertreter sind Xiaobo Yan und Wolfgang Frese. Sitz des Vereins ist Eckernförde. Zuvor war die Gesellschaft unter Vorsitz des ehemaligen Generalmajors Paul Jordan in Bonn vertreten.